# Árpád Fekete
Árpád Fekete Priska (Salgótarján, 5 marzo 1921 – Guadalajara, 26 febbraio 2012) è stato un allenatore di calcio e calciatore ungherese, ricopriva il ruolo di centravanti.

## Carriera
Il Bombero inizia la propria carriera agonistica nel 1935 giocando nell'Újpest con cui vince la Mitropa Cup del 1939 battendo in finale l'altra squadra ungherese del Ferencváros, il suo apporto e quello di grandi campioni come Szusza e Szalai fu determinante.
Nel 1940 viene convocato per la prima volta in nazionale, con la cui divisa prende parte a 20 incontri. Il 1945 è l'anno del trasferimento in Romania nel Carmen Bucureşti, successivamente la sua carriera prosegue in Italia con il Como, la Pro Sesto, la SPAL, il Cosenza, il Chinotto Neri Roma e il Cagliari.

## Palmarès

### Giocatore

#### Club

##### Competizioni internazionali
- Coppa Mitropa: 1

Újpest: 1939

### Allenatore

#### Club

##### Competizioni nazionali
- Campionato messicano: 3

Chivas de Guadalajara: 1959, 1960
Oro de Jalisco: 1963
- Coppa del Messico: 1

UNAM Pumas: 1975
- Supercoppa del Messico: 3

Chivas de Guadalajara: 1959, 1960
Oro de Jalisco: 1963